# Robert D’Hondt
Robert D’Hondt (* 19. Mai 1962 in Gent) ist ein ehemaliger belgischer Radrennfahrer.

## Sportliche Laufbahn
D’Hondt war im Bahnradsport und im Straßenradsport aktiv. 1980 wurde D’Hondt belgischer Meister auf der Bahn bei den Junioren im 1000-Meter-Zeitfahren, in der Mannschaftsverfolgung und im Omnium. 1984 gewann er die nationale Meisterschaft im Zweier-Mannschaftsfahren der Amateure auf der Winterbahn mit Rik Van Slycke als Partner. Auch die Omniummeisterschaft entschied er für sich.
1984 wurde D’Hondt Berufsfahrer im Radsportteam Safir und blieb bis 1989 als Radprofi aktiv.
Auf der Straße wurde er 1983 hinter Diederik Foubert Zweiter im Circuit de Wallonie und gewann eine Etappe. Dreimal bestritt er die Vuelta a España. 1984 wurde er 83. der Gesamtwertung. 1987 und 1989 schied er jeweils aus.

## Familiäres
Er ist der ältere Bruder des ehemaligen Radrennfahrers Patrick D’Hondt.